# Swetizchoweli-Kathedrale

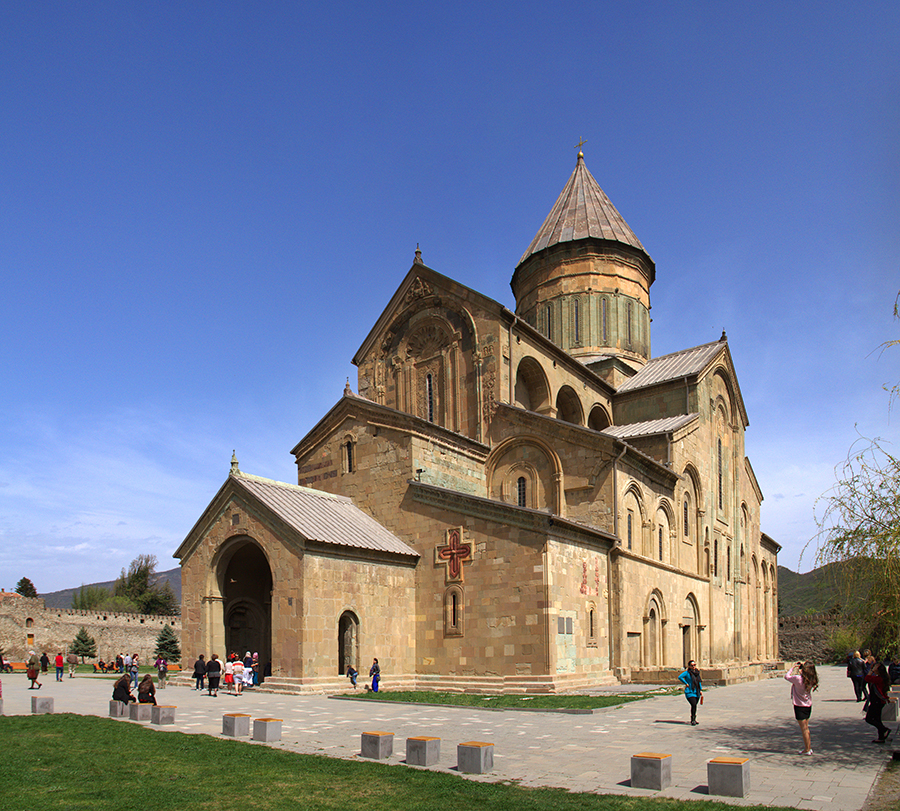
Die Swetizchoweli-Kathedrale in Mzcheta (2013)

Die Swetizchoweli-Kathedrale (georgisch სვეტიცხოვლის საკათედრო ტაძარი, „Kathedrale der lebenspendenden Säule“) ist eine Kirche in Georgien. Sie steht in der Stadt Mzcheta, 20 Kilometer von der georgischen Hauptstadt Tiflis entfernt. Mit weiteren historischen Denkmälern in Mzcheta gehört sie zum UNESCO-Welterbe.

## Überblick
Die Kathedrale war über mehrere Jahrhunderte die Krönungs- und Begräbniskirche der georgischen Monarchen und zugleich die Hauptkirche der Georgischen Orthodoxen Apostelkirche. Heute ist sie der Sitz des Erzbischofs von Mzcheta und Tiflis, der zugleich der Katholikos-Patriarch von Georgien ist. Sie ist die zweitgrößte georgische Kirche nach der Dreieinigkeits-Kathedrale in Tiflis.
Die Kathedrale wurde 1010 bis 1029 von dem georgischen Architekten Arsakidze errichtet. An ihrer Stelle stand bereits im 4. Jahrhundert eine Kirche. Sie war die erste Kirche Georgiens und wurde unter der Herrschaft des iberischen Königs Mirian III. erbaut. Um jenes Vorgängergebäude ranken sich Legenden zur Christianisierung Georgiens im Jahre 337.

## Legende

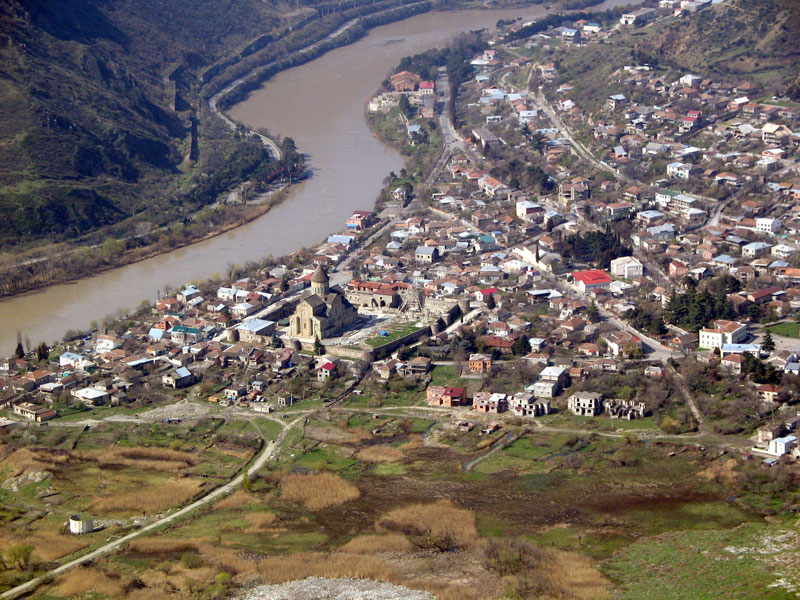
Die Swetizchoweli-Kathedrale, auf umfriedetem Gelände, nahe der Kura

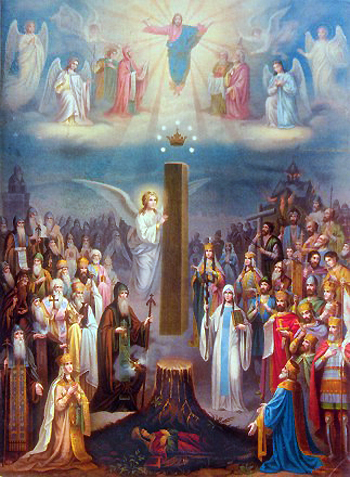
Ruhm von Iverien – Bild von Michail Sabinin

Es heißt, die Heilige Nino habe den Zusammenfluss von Kura und Aragwi als Platz für die erste Kirche in Georgien ausgewählt und dabei auf eine alte Erzählung zurückgegriffen.
Danach reiste ein aus Mzcheta stammender georgischer Jude namens Elias nach Jerusalem, um im Prozess gegen Christus für ihn zu sprechen. Doch er kam zu spät, erlebte nur noch die Kreuzigung. Am Hügel Golgatha soll er einem römischen Soldaten dessen Gewand abgekauft und es nach Georgien gebracht haben. Daheim in Mzcheta hätte seine Schwester Sidonia es an sich gedrückt und sei sofort gestorben. Weil man das Gewand nicht aus ihrer Umklammerung habe reißen können, sei sie mit ihm begraben worden. Auf ihrem Grab sei später eine riesige Zeder gewachsen.
Die Heilige Nino soll angeordnet haben, die Zeder zu fällen und über dem Grab die Kirche zu bauen. Aus dem Zedernholz sollte eine Säule für den Kirchenbau entstehen. Doch die Säule ließ sich nicht aufrichten. Nino soll eine ganze Nacht gebetet haben, dann sei ein Engel in einem hellen Licht erschienen, der die Arme hob. Darauf habe sich die Säule aufgerichtet, sei zur Erde gesunken und der Bau konnte vollendet werden. Später soll die Zedernsäule eine heilige Flüssigkeit produziert haben, die Menschen von allen Krankheiten heilen konnte.
Die Legende gab der Kathedrale ihren Namen: Sweti zchoweli heißt „lebenspendende Säule“. Die mythische Symbolik der himmlischen Säule hat ihre Parallele in der wundersamen Gründung der armenischen Kathedrale von Etschmiadsin durch den heiligen Gregor, wie sie von Agathangelos überliefert ist.
Der Platz des Grabes von Sidonia ist in der Kathedrale markiert. Ein Bild von Michail Sabinin rechts vom Kathedralen-Eingang zeigt die schwebende siebente Säule: Sidonia und ein Engel heben sie in den Himmel. Im Vordergrund steht die Heilige Nino mit König Mirian III. zu ihrer Rechten, seine Frau Nana zu ihrer Linken, dahinter zahlreiche Heilige Georgiens, darüber im geöffneten Himmel Christus im Strahlenkranz.

## Geschichte
Das Kirchengebäude wurde seit dem 4. Jahrhundert mehrfach zerstört und wieder aufgebaut, vor allem nach den Invasionen der Araber, der Perser und des mongolischen Eroberers Timur Langs. Auch Erdbeben setzten dem Bauwerk zu. Als die Kathedrale 1970 und 1971 restauriert wurde, fand man in ihr die Fundamente einer Basilika. Sie war im späten 5. Jahrhundert von König Wachtang I. Gorgassali anstelle der von der Heiligen Nino erbauten ersten Kirche errichtet worden.
Die heutige Kathedrale wurde im 11. Jahrhundert auf Betreiben des georgischen Katholikos Melkisedek unter der Herrschaft des Königs Giorgi II. errichtet. 1787 wurde sie unter König Irakli II. von einer fünf Meter hohen Stein- und Backsteinmauer umgeben. Ihr oberstes Stockwerk diente militärischen Zwecken und war mit Zinnen bewehrt. Die Mauer hatte acht Türme, sechs davon zylindrisch und zwei quadratisch. Im Süden gab es einen Eingang.
1963 wurde bei archäologischen Ausgrabungen an der Südmauer ein Wohngebäude des Katholikos aus dem 11. Jahrhundert gefunden. Innerhalb der Einfriedung fand man die Überreste eines zweistöckigen Schlosses für Patriarch Anton II.

## Architektur

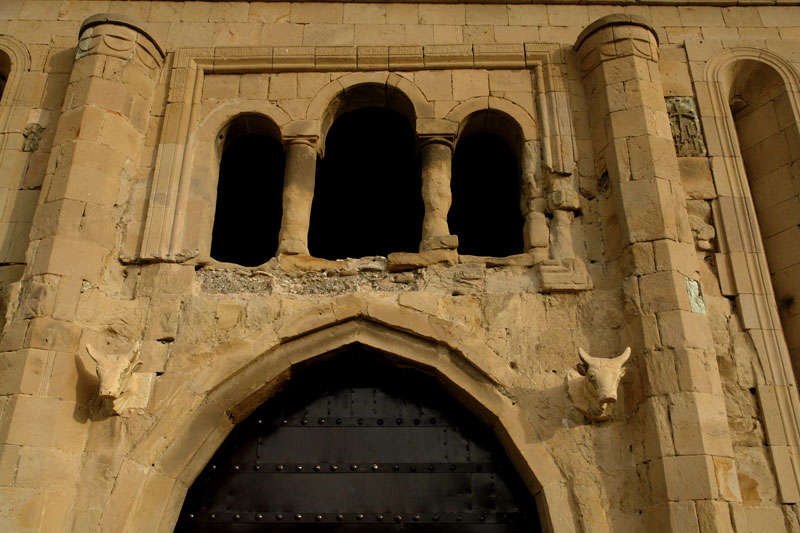
Stierköpfe an der Ostfassade der Kathedrale

### Basilika
Die zerstörte Basilika aus dem 5. Jahrhundert war eine kleine dreischiffige Kirche fast quadratischen Zuschnitts.

### Kreuzkuppelkirche
Das bis heute erhaltene Gebäude aus dem 11. Jahrhundert ist eine moderne Kreuzkuppelkirche. Der Baustil wurde nach der Vereinigung Georgiens unter Bagrat III. (978-1014) für Kirchenbauten dominierend. Charakteristisch ist, dass die Kuppel alle vier Seiten der Kirche bedeckt. Die Statik soll der Kirche eine gute Akustik verleihen. Die Kuppel wurde seit dem 11. Jahrhundert mehrfach rekonstruiert.
Die Kathedrale wurde aus gelbem Sandstein erbaut. Die Fassade zeigt Reliefs, darunter Pfauen-Ornamente, deren stilisierte Schwanzfedern die Apostel symbolisieren, Stierköpfe, Vögel, Weinreben und den Heiligen Georg. Für die Fenster der Apsis wurde roter Stein verwendet. Der im Zylinder der Kuppel verwendete grüne Stein stammt aus dem 17. Jahrhundert.
Die westliche Stirnseite der Kathedrale wird von einem großen Fenster bedeckt. Es zeigt Christus mit Engeln zu beiden Seiten. Die Skulptur an der Wand ist nicht mehr die ursprüngliche. Sie wurde nach Zerstörungen mehrfach wiederhergestellt, zuletzt im 19. Jahrhundert.

### Architekt Arsukidse
Ein Relief an der äußeren Nordmauer der Kathedrale ist von einer Legende umwoben. Es zeigt einen rechten Arm, der einen Meißel, das Symbol der Steinmetze, hält. Eine Inschrift lautet: „Die Hand von Arsukidse, Knecht Gottes, möge ihm vergeben werden.“ Eine Inschrift an der Ostmauer soll belegen, dass der Architekt die Vollendung seines Bauwerks nicht mehr erlebte: „Diese heilige Kirche wurde von der Hand seines erbärmlichen Dieners Arsukidse errichtet. Möge seine Seele Frieden finden, oh Meister.“
Der Dichter Konstantine Gamsachurdia hat in seinem Roman Die Hand des großen Meisters an diese Legende angeknüpft. Er schrieb, ein königlicher Wesir, der Ardsukidse die Baukunst gelehrt habe, wäre beim Anblick des Baus derart eifersüchtig auf seinen Schüler geworden, dass er seinen Einfluss beim König geltend machte, um ihm die rechte Hand abschneiden zu lassen.

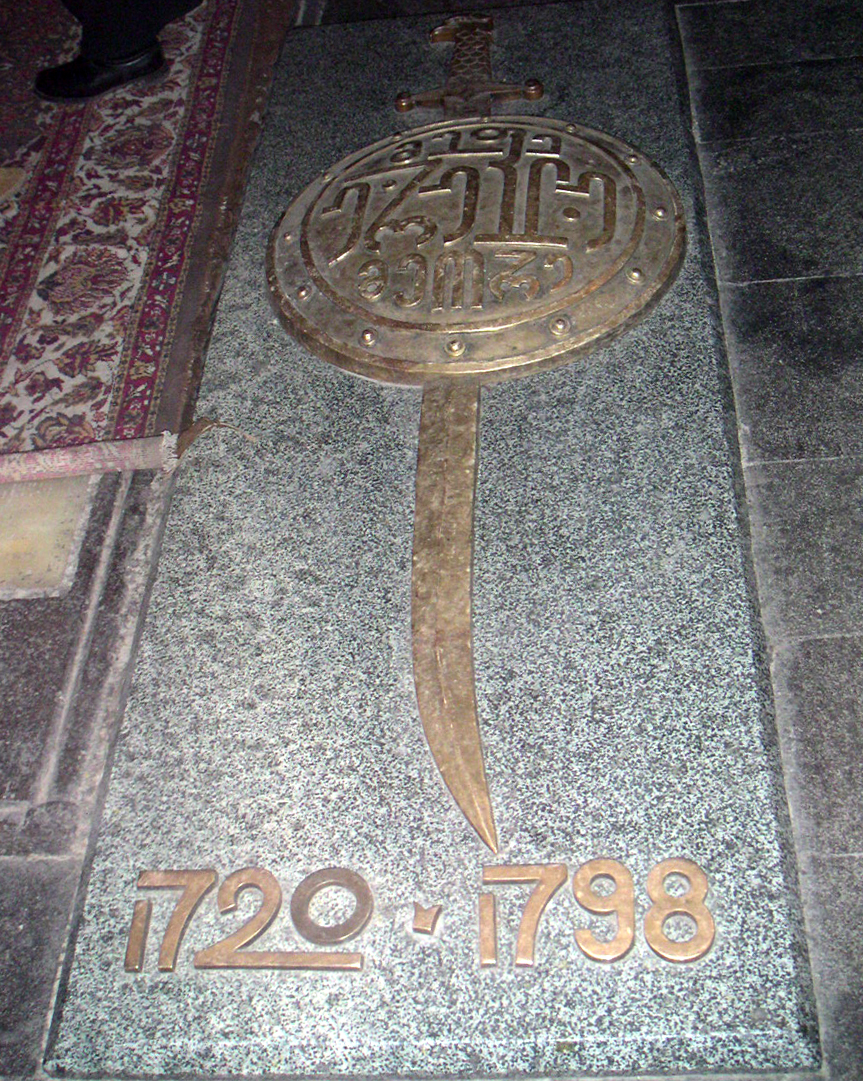
Grab Iraklis II. in der Kathedrale

### Ikonen und Fresken
Die Innenwände der Kathedrale sind mit Fresken bemalt, die allerdings heute nicht mehr in ihrem ursprünglichen Zustand sind. 1830 wurden sämtliche anlässlich eines Besuchs des russischen Zaren Nikolaus I. übertüncht. Einige wenige konnten inzwischen wiederhergestellt werden, darunter die apokalyptischen Bestien aus dem 13. Jahrhundert und Darstellungen der Tierkreiszeichen.
Die Ikonen an den Wänden sind keine Originale, sondern Kopien. Die Originale hängen in den Staatlichen Museen. Das große Christusgemälde am Altar stammt von einem russischen Künstler des 19. Jahrhunderts.

### Taufbecken
Rechts vom Eingang der Kathedrale steht ein steinernes Taufbecken aus dem 4. Jahrhundert. Es heißt, es habe bei der Einführung des Christentums in Georgien der Taufe von König Mirian III. und seiner Frau Nana gedient.